# Hadassa Ben-Itto
Hadassa Ben-Itto (hebräisch הֲדַסָה בֵּן-עִתּוֹ Hadassah Ben-ʿIttō; * 16. Mai 1926 in Brzeziny, Polen; † 14. April 2018 in Jerusalem, Israel) war eine israelische Juristin, Diplomatin und Autorin.
Ben-Itto wurde in Polen geboren und wanderte nach Israel aus. In Jerusalem besuchte sie die Städtische Religiöse Oberschule Maʿaleh. Sie nahm 1948 als Offizierin am Unabhängigkeitskrieg teil. Sie studierte Rechtswissenschaft in den USA und im Vereinigten Königreich. Ab 1960 war sie 31 Jahre lang israelische Berufsrichterin, unter anderem am Obersten Gerichtshof, und lehrte Strafrecht an der Bar-Ilan-Universität.
Ben-Itto war zweimal Mitglied der israelischen Delegation bei der UN-Generalversammlung in New York und vertrat Israel 1982 bei der UNESCO-Konferenz für Menschenrechte in Paris. Seit 1988 war sie Präsidentin der „International Association of Jewish Lawyers and Jurists“. 1999 wurde sie mit dem Zeltner-Preis, einer Auszeichnung für Juristen des Staates Israel, geehrt.
1991 veröffentlichte Ben-Itto ihr Buch „The Lie That Wouldn´t Die: The Protocols of the Elder of Zion“ über die Entstehung und Verbreitung der sogenannten Protokolle der Weisen von Zion. Es wurde in neun Sprachen übersetzt und erschien in einer mangelhaften deutschen Textversion ohne wissenschaftlichen Anspruch und Apparat unter dem Titel: „Die Protokolle der Weisen von Zion. Anatomie einer Fälschung“ (Aufbau-Verlag, Berlin 1998; ebenda Taschenbuchausgabe 2001). Die Autorin stützte sich dabei auf die ihr überlassenen Protokolle von Gerichtsverhandlungen in Bern und Südafrika (jeweils 1934).
In Deutschland kritisierte ein Rezensent des Fritz Bauer Instituts 1998, dass die Autorin literarische Stilmittel benutze und auf seiner Meinung nach überholte Forschungen des Historikers Norman Cohn zurückgreife.
Ben-Itto starb im Alter von 91 Jahren und hinterließ eine Tochter.